# Contoire
Contoire is een voormalige gemeente in Frankrijk. De plaats maakt deel uit van de  gemeente Trois-Rivières in het departement Somme in de regio Hauts-de-France.

## Geschiedenis
De gemeente werd op 1 januari 2019 samengevoegd met de gemeenten Hargicourt en Pierrepont-sur-Avre tot de commune nouvelle Trois-Rivières.

## Geografie
De oppervlakte van Contoire bedraagt 7,1 km², de bevolkingsdichtheid is 47,9 inwoners per km².

## Demografie
Onderstaande figuur toont het verloop van het inwonertal.
Contoire · Hargicourt · Pierrepont-sur-Avre